# Gymnogobius transversefasciatus
Gymnogobius transversefasciatus är en fiskart som först beskrevs av Wu och Zhou, 1990.  Gymnogobius transversefasciatus ingår i släktet Gymnogobius och familjen smörbultsfiskar. Inga underarter finns listade i Catalogue of Life.